# Kozlowskiella
Kozlowskiella is een geslacht van uitgestorven kreeftachtigen uit de klasse van de Ostracoda (mosselkreeftjes).

## Soorten
- Kozlowskiella (Illativella) aclivosa Tschigova, 1963 †
- Kozlowskiella (Illativella) bicornis Shevtsov, 1964 †
- Kozlowskiella (Illativella) clivosa (Zanina, 1960) Tschigova, 1963 †
- Kozlowskiella (Illativella) kedoae Tschigova, 1977 †
- Kozlowskiella (Illativella) luxuriosa (Samoilova & Smirnova, 1960) Tschigova, 1963 †
- Kozlowskiella (Illativella) omolonensis Kotschetkova & Tschigova, 1987 †
- Kozlowskiella (Illativella) ordimaria Tschigova & Kotschetkova, 1987 †
- Kozlowskiella boloniensis Milhau, 1983 †
- Kozlowskiella corbis (Dahmer, 1927) Pribyl, 1962 †
- Kozlowskiella dalejensis (Pribyl, 1955) Pribyl, 1962 †
- Kozlowskiella fossulata (Kummerow, 1953) Becker, 1965 †
- Kozlowskiella foveatula (Kummerow, 1953) Becker, 1965 †
- Kozlowskiella inexpectata Linsley & Kesling, 1982 †
- Kozlowskiella jurkowicensis Olempska, 1974 †
- Kozlowskiella kozlowskii (Pribyl, 1953) Adamczak, 1958 †
- Kozlowskiella ljubimica Egorova, 1967 †
- Kozlowskiella mamillata (Kummerow, 1953) Groos, 1969 †
- Kozlowskiella moderabilis Zbikowska, 1983 †
- Kozlowskiella praetuberculata Adamczak, 1958 †
- Kozlowskiella rugulosa (Kummerow, 1953) Coen, 1985 †
- Kozlowskiella semicircularis (Kummerow, 1953) Becker, 1965 †
- Kozlowskiella similis Adamczak, 1958 †
- Kozlowskiella socialis (Kroemmelbein, 1954) Pribyl, 1962 †
- Kozlowskiella spriestersbachi (Dahmer, 1921) Jordan, 1964 †
- Kozlowskiella tuberculata Adamczak, 1958 †
- Kozlowskiella u-scripta (Kummerow, 1953) Becker, 1965 †
- Kozlowskiella wenniana Groos, 1969 †